# Casa de Orleães e Bragança
A Casa de Orleães e Bragança é uma dinastia de origem brasileira e francesa fundada em 1909, após um acordo de família que reconhecia os descendentes do Conde d'Eu com Isabel do Brasil como sendo pertencentes a um ramo lateral da Casa Real da França, a Casa de Orleães.
Após o casamento da Princesa Isabel, herdeira do trono brasileiro, com o príncipe francês Gastão de Orléans, Conde d'Eu, seus descendentes se tornaram um ramo da Casa de Orléans, a família real francesa, embora também descendente, por via materna, da Casa de Bragança, à qual pertencera a família imperial brasileira.
Os Orleães e Bragança nunca reinaram no Brasil, pois a monarquia foi derrubada durante o reinado de D. Pedro II, da Casa de Bragança. Desde então, seus descendentes reivindicam o trono imperial do Brasil, dividindo-se em dois ramos principais, o Ramo de Petrópolis e o Ramo de Vassouras, e ainda num terceiro ramo, o de Saxe-Coburgo e Bragança, descendente de sua segunda filha, a princesa Leopoldina.

## História

### Origem

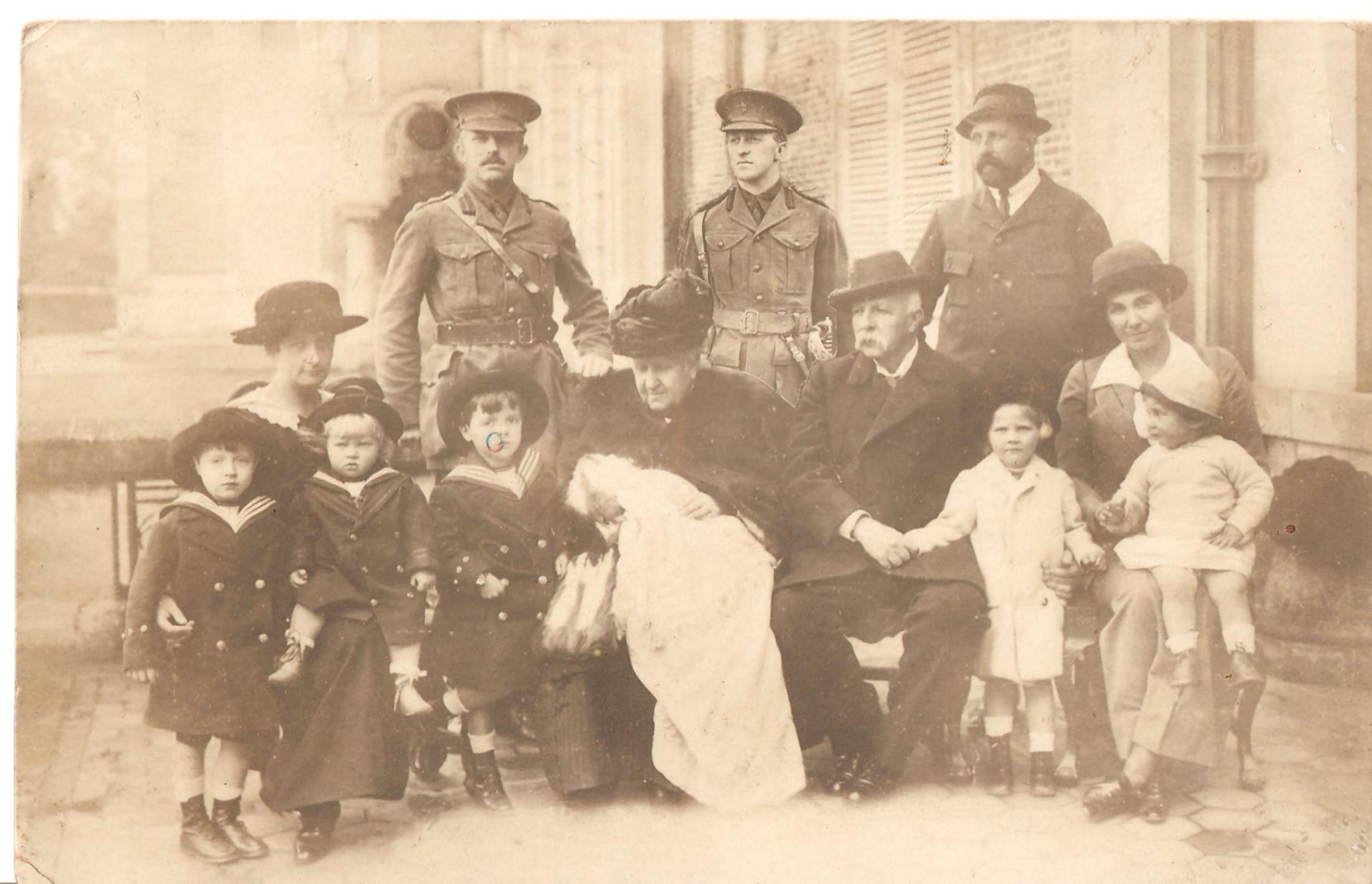
A família imperial no exílio, 1914.

Os dois filhos homens de Dom Pedro II morreram na infância. Assim, a princesa Isabel do Brasil tornou-se a herdeira de seu pai e, recebeu o título de Princesa Imperial do Brasil.
Desde o início dos anos 1860 a principal preocupação do imperador era encontrar maridos adequados para suas filhas. Seguindo o conselho de sua irmã, Francisca de Bragança, o imperador finalmente escolheu dois netos do rei Luís Filipe I de França, o príncipe Gastão de Orleães, Conde d'Eu e o príncipe Luís Augusto de Saxe-Coburgo-Gota, Duque de Saxe.
Os dois pretendentes chegaram juntos ao Rio de Janeiro em 2 de setembro de 1864, e as duas princesas foram livres para escolher seus maridos. Gastão foi imediatamente promovido a marechal do Exército Imperial Brasileiro e Luís Augusto a almirante da Armada Imperial Brasileira. Gastão se casaria com a princesa Leopoldina do Brasil e Augusto com Isabel.
O casamento de Isabel com Gastão de Orleães foi celebrado em 15 de outubro de 1864, e assim nasceu o ramo brasileiro da Casa de Orleães, que passou a ser chamado Casa de Orleães-Bragança. Príncipe francês por nascimento, Gastão renuncia aos seus direitos dinásticos franceses da linha orleanista. A continuidade da nova dinastia foi assegurada pelo nascimento em 1875 de um filho, Pedro de Alcântara de Orleães e Bragança, o primeiro filho do casal.

### Queda da monarquia
A Casa de Orleães-Bragança nunca reinou sobre Brasil, pois Pedro II foi deposto em 15 de novembro de 1889, após 58 anos de reinado, através de um golpe militar, no que constituiu a Proclamação da República. A constituição brasileira de 1891 despiu a Casa de Orléans e Bragança e seus descendentes de todos os títulos nobiliárquicos, ordens honoríficas e distinções anteriormente válidas no país.

## Questão dinastica
Em 30 de outubro de 1908, Pedro assinou um documento em que renunciava, por si e seus descendentes, a seus eventuais direitos dinásticos ao extinto trono brasileiro. Tal documento foi redigido por exigência de sua mãe, Isabel, por não aceitar que Pedro se casasse com Elisabeth de Dobrzenicz, a qual era de nobreza inferior, haja vista que seu pai teria sido o primeiro a ser titulado conde em sua família, e os seus antecedentes haviam sido até então barões.
Para que os descendentes de Pedro não ficassem sem títulos e pudessem contrair casamentos com um membro de uma casa real sem serem considerados desiguais, o Conde d’Eu recorreu a sua casa de nascimento, a qual havia renunciado antes de seu casamento com Isabel. Ele pretendia restaurar seus direitos, para que seu filho e seus descendentes pertencessem a casa real francesa, já que ele havia renunciado a brasileira e portanto, não possuía mais títulos ou direitos ao extinto trono. Um acordo foi firmado com o Duque de Orleans, o qual previa que: os três filhos do Conde d’Eu seria reconhecidos como membros de uma casa distinta da Casa de Orleans, e teriam, à partir daí, o título de Príncipes de Orleans e Bragança com o estilo de Alteza Real, e viriam a estar na linha de sucessão francesa caso a linha júnior da casa estivesse extinta. Como prova do cumprimento do acordo, a filha mais velha de Pedro, Isabelle, viria a se casar com o herdeiro da casa de França, Henri, assim como outros descendentes também fizeram casamentos com membros de casas reais e foram considerados iguais: Maria Francisca com o Duque de Bragança; Maria da Glória com o Príncipe Herdeiro da Iugoslávia.
Após a morte de Pedro, seu filho mais velho, Pedro Gastão, começou à contestar a renúncia feita por seu pai, e reivindicou direitos ao extinto trono brasileiro. Contudo, após sua morte em 2007, seu filho mais velho Pedro Carlos se declarou publicamente republicano, e não deu continuidade as reivindicações de seu pai.

## Genealogia
- Gastão de Orleães e Isabel de Bragança
  - Pedro de Alcântara
    - Pedro Gastão
      - Pedro Carlos
        - Pedro Tiago

  - Luiz
    - Pedro Henrique
      - Luiz
      - Bertrand
      - Antônio
        - Rafael

  - Antônio

### Ramo de Vassouras
O ramo de Vassouras é formado pelos descendentes do segundo filhos da princesa Isabel:
- Luís de Orléans e Bragança (1878-1920)
Maria Pia das Duas Sicílias (1878-1973)
  - Pedro Henrique de Orléans e Bragança (1909-1981)
Maria Isabel da Baviera (1914-2011)
    - Bertrand de Orléans e Bragança (1941-)
    - Antonio de Orléans e Bragança (1950-2024)
Christine de Ligne (1955-)
      - Rafael de Orléans e Bragança (1986-)
      - Maria Gabriela de Orléans e Bragança (1989-)

    - Eleonora de Orléans e Bragança (1953-) 
Michel, 14º Príncipe de Ligne (1951-)
      - Henri, Príncipe Hereditário de Ligne (1989-)

### Ramo de Petrópolis
- Pedro de Alcântara de Orléans e Bragança (1875-1940)
Elisabeth Dobrzensky de Dobrzenicz (1875-1951)
  - Pedro Gastão de Orléans e Bragança (1913-2007)
Maria da Esperança da Espanha (1914-2005)[9]
    - Pedro Carlos de Orléans e Bragança (1945-)[Nota 1][10]
      - Pedro Tiago de Orléans e Bragança (1979-)